# Ocho (álbum)
Ocho es cuarto álbum de estudio como solista del músico chileno Pedropiedra. Lanzado en 2016 bajo el sello independiente Quemasucabeza, producido por Felipe Castro y Pedropiedra, y grabado en los estudios "Del sur" y "La playa".

## Lista de canciones
Todas las canciones escritas y compuestas por Pedropiedra, salvo que se indique lo contrario. 
| Ocho  |                            |                 |          |  |
| N.º   | Título                     | Escritor(es)    | Duración |  |
| 1.    | «Todos los días»           |                 | 3:26     |  |
| 2.    | «Pelusita»                 |                 | 4:09     |  |
| 3.    | «Lluvia sobre el mar»      |                 | 3:54     |  |
| 4.    | «Rayito/Olita»             |                 | 4:46     |  |
| 5.    | «La balada de J. González» |                 | 3:40     |  |
| 6.    | «Era tu vida»              | Sebastián Silva | 4:00     |  |
| 7.    | «Loco»                     |                 | 2:25     |  |
| 8.    | «Matando el tiempo»        |                 | 5:11     |  |
| 31:37 |                            |                 |          |  |

## Créditos
- Gabriel Garvo: ilustración.
- Fernando Samalea: músico invitado.